# Саранчов, Андрей Михайлович
Андре́й Миха́йлович Саранчо́в (17 июня 1862 — 5 декабря 1935, Париж) — военачальник русской императорской армии, генерал-лейтенант Генштаба, последний директор Сумского кадетского корпуса.

## Биография
Из потомственных дворян Полтавской губернии.
- 1879 — окончил Владимирскую Киевскую военную гимназию.
- 12 августа 1879 — вступил в службу юнкером.
- 10 февраля 1880 — унтер-офицер.
- 3 августа 1880 — портупей-юнкер.
- 12 декабря 1880 — фельдфебель.
- 3 августа 1881 — окончил 3-е военное Александровское училище. Выпущен подпоручиком с зачислением по армейской пехоте и прикомандированием к лейб-гвардии Павловскому полку.
- 17 сентября 1882 — переведен в лейб-гвардии Павловский полк прапорщиком Гвардии.
- 30 августа 1884 — подпоручик Гвардии.
- 1 октября 1884 — зачислен в Николаевскую академию Генерального штаба.
- 30 августа 1885 — поручик Гвардии.
- 1887 — окончил Николаевскую академию Генерального штаба по 1-му разряду.
- 7 апреля 1887 — штабс-капитан Гвардии.
- 13 апреля 1887 — причислен к Генштабу и назначен на службу в Киевский военный округ.
- 28 сентября 1887 — и. д. старшего адъютанта штаба 12-го армейского корпуса.
- 28 ноября 1887 — переведен в Генеральный штаб с переименованием в капитаны с утверждением в должности.
- 2 ноября 1890-2 ноября 1891 — цензовое командование ротой в 132-м пехотном Бендерском полку
- 25 мая 1891 — обер-офицер для особых поручений при штабе 9-го армейского корпуса.
- 5 апреля 1892 — подполковник. Штаб-офицер для поручений при штабе Кавказского военного округа.
- 25 марта 1896 — полковник.
- 14 сентября-13 декабря 1892 — цензовое командование батальоном в 14-м гренадерском Грузинском полку.
- 4 сентября-13 декабря 1892 — начальник штаба Кавказской гренадерской дивизии.
- 13 декабря 1902 — командир 81-го пехотного Апшеронского полка.
- 11 июня-6 сентября 1903 — временно командующий 1-й бригадой 21-й пехотной дивизии.
- 20 июля–14 августа 1904 — временно командующий 1-й бригадой 21-й пехотной дивизии.
- 11 февраля 1905 — генерал-майор за отличие. Директор Сумского кадетского корпуса.

В 1905 г. место Льва Кублицкого-Пиотух, переведенного в Киев, занял генерал-майор Андрей САРАНЧОВ, прослуживший на этой должности до самого закрытия корпуса в 1918 г. «Самым большим ругательством Андрея Саранчова было слово „мальчишка“. Он брал провинившегося кадета за ухо, называл мальчишкой и вел в комнату для наказаний, где кадет сидел и думал о своем поведении», — продолжает Анатолий Котляр.— Из истории Сумского кадетского корпуса
- 10 апреля 1911 — генерал-лейтенант за отличие.
- 8 июня 1919 — в резерве чинов при штабе Главнокомандующего ВСЮР.
- 21 октября 1919 — директор Киевского кадетского корпуса.
- 8 ноября 1919 — начальник части военно-учебных заведений ВСЮР.
- Март 1920 — эвакуировался за границу.
- 12 августа 1920 — перевезен с о. Лемнос в Константинополь.

В эмиграции проживал в Париже. Был председателем Объединения Кавказской армии и Сумского кадетского корпуса. Сотрудничал с журналом «Часовой» в 1929—1930. Похоронен на русском кладбище Сент-Женевьев де Буа.

## Награды
- Орден Святого Станислава 3-й степени (1889)
- Орден Святой Анны 3-й степени (1893)
- Орден Святого Станислава 2-й степени (1895)
- Орден Святой Анны 2-й степени (1899)
- Орден Святого Владимира 4-й степени (1902)
- Орден Святого Владимира 3-й степени (ВП 31.05.1907)
- Орден Святого Станислава 1-й степени (06.12.1910)